# 定遠県
定遠県（ていえん-けん）は中華人民共和国安徽省滁州市に位置する県。

## 歴史
紀元前221年、秦朝により九江郡の下に陰陵県（現在の靠山郷古城村）及び東城県（大橋鎮三官集）が設置された。漢初には更に県域の一部が曲陽侯国の管轄区域に移管されている。新代に東城県は武城県、陰陵県は陰陸県、曲陽侯国は延平亭とそれぞれ改称されているが、後漢になると県名は元に戻され、延平亭は西曲陽県とされた。72年（永平15年）、東城県は徐州所管の下邳国に改編されたが、三国時代には東城・陰陵の2県となり淮南郡に属し、晋代に沿襲された。
南北朝時代になると、江淮地区は南朝と北朝の勢力が拮抗する場所となったため、その行政区画は頻繁に変更されている。東城県は当初南朝宋に帰属したが、後に北魏の版図に組みこまれている。南朝斉の時代には県域には馬丘郡が設置され、南朝梁の524年（普通5年）には、西曲陽・陰陵・東城の3県を統合し定遠郡を設置し、さらにその下部に定遠県が設置されている。540年（大同6年）には安州が新設され、定遠・臨濠の2郡を管轄するようになった。その後北朝の支配下に置かれた定遠地区は573年（太建5年）、南朝陳による再び南朝の支配下に置かれた。
北朝では北魏から東魏にかけて県域には西沛郡が設置され、蕭県・沛県・平陽県の3県を管轄した。また北斉では広安郡が設置され、579年（大象元年）には北周の版図に返球されている。
602年（仁寿元年）、隋朝は広安郡を臨濠県と改称し濠州（後に鍾離郡と改編）の管轄とした。620年（武徳3年）、鍾離郡臨濠県を濠州定遠県と改編、貞観年間以降は淮南道に属した。五代十国時代から宋代にかけ踏襲されている。
元初は濠州の管轄とされたが、1278年（至元15年）に臨淮府と改称、1291年（至元28年）には河南江北行省安豊路濠州の管轄とされた。明朝が成立すると1380年（洪武13年）に鳳陽府の管轄、1403年（永楽元年）に南京鳳陽府の管轄とされている。清初は江南行省に属したが、1667年（康熙6年）、安徽省鳳潁六泗道鳳陽府の管轄となった。
中華民国が成立すると安徽省定遠県が設置され、中華人民共和国成立後に踏襲された。
1949年1月18日、中国共産党の実効支配下に置かれた定遠県は江淮第一分区の管轄とされ、同年4月21日に皖北行署滁県専区、1956年1月蚌埠専区、1961年4月に滁県専区（1973年以降は滁県地区）の管轄とされた。1992年12月に地級市の滁州市が成立するとその管轄となり、現在に至っている。

## 行政区画
- 鎮:定城鎮、炉橋鎮、永康鎮、呉圩鎮、朱湾鎮、張橋鎮、藕塘鎮、池河鎮、連江鎮、界牌集鎮、倉鎮、三和集鎮、西卅店鎮、桑澗鎮、蒋集鎮、大橋鎮
- 郷:厳橋郷、払暁郷、能仁郷、七里塘郷、范崗郷
- 民族郷:二竜回族郷